# Grzegorz Kalinowski (pisarz)
Grzegorz Kalinowski (ur. 22 kwietnia 1955 r. w Inowrocławiu) – polski krytyk literacki, prozaik.

## Życiorys
Absolwent filologii polskiej na Uniwersytecie Mikołaja Kopernika w Toruniu (1980). Pracował jako nauczyciel języka polskiego w szkole podstawowej w Bydgoszczy (1980-1985); w bydgoskich szkołach artystycznych (1985-2018). Redaktor merytoryczny w wydawnictwie „Pomorze” (1994-1995); współpracownik toruńskiego „Przeglądu Literacko-Artystycznego” (1993 – 1997); w latach 1997-2012 redaktor i sekretarz redakcji „Kwartalnika Artystycznego. Kujawy i Pomorze”; współorganizator cyklu „Mistrzowie literatury w Filharmonii”. Swoje recenzje, eseje i rozmowy publikował m.in. w „Kwartalniku Artystycznym”, „Przeglądzie Literacko-Artystycznym”, „Toposie”, „Frazie”, „Filo-Sofiji”, „Gazecie Wyborczej”. Przygotował do druku dziennik Kazimierza Hoffmana: Dziennik. 2000-2008, Bydgoszcz, 2017. Od 2020 członek Kapituły Nagrody Poetyckiej im. Kazimierza Hoffmana „KOS”. Mieszka w Bydgoszczy.

## Twórczość literacka

### Proza
- tylko biel, Galeria Autorska Jana Kaji i Jacka Solińskiego, Bydgoszcz 2010
- ciemne wody, Galeria Autorska Jana Kaji i Jacka Solińskiego, Bydgoszcz 2018
- nieme skrzypce, Kujawsko-Pomorskie Centrum Kultury, Bydgoszcz 2021
- jak we śnie, Galeria Autorska Jana Kaji i Jacka Solińskiego, Bydgoszcz 2022

### Rozmowy (wybór)
- z Ryszardem Kapuścińskim, Mnie pasjonuje świat, „Kwartalnik Artystyczny. Kujawy i Pomorze” 1997 nr 2(14);  Opisać we fragmentach, „Kwartalnik Artystyczny. Kujawy i Pomorze” 2006 nr 1(49),
- z Zygmuntem Kubiakiem, Świat to przypowieść, „Kwartalnik Artystyczny. Kujawy i Pomorze”1997 nr 4 (16),
- z Kazimierzem Hoffmanem, O odpowiedzialności poezji za słowo i o innych sprawach, „Kwartalnik Artystyczny. Kujawy i Pomorze” 1999 nr 1(21); A zatem: franciszkański kartezjanizm 2008 nr4(60),
- z Pawłem Hertzem, Nic nam nie może się zdarzyć, co jest poza naturą człowieka „Kwartalnik Artystyczny. Kujawy i Pomorze” 1998 nr4(20),
- ze Stefanem Chwinem, Bóg nigdy się nie uśmiecha, „Kwartalnik Artystyczny. Kujawy i Pomorze” 2010 nr 3(67)

## Nagrody, odznaczenia, stypendia artystyczne
- Zasłużony Działacz Kultury (1995)
- Nagroda Centrum Edukacji Artystycznej (2000), (2013)
- Nagroda Alianz (2007)
- Nagroda Ministra Kultury i Dziedzictwa Narodowego (2007)
- Literacka Bydgoska Nagroda Strzała Łuczniczki (2011), (2019)
- Nagroda Marszałka Województwa Kujawsko-Pomorskiego (2013)
- Stypendium Artystyczne Prezydenta miasta Bydgoszczy (2014), (2017), (2020), (2022)